# قرن بركة (النادرة)

تعديل مصدري - تعديل

قرن بركة محلة تابعة لقرية الصوبة، التابعة لعزلة حدة بمديرية النادرة إحدى مديريات محافظة إب في الجمهورية اليمنية، بلغ تعداد سكانها 97 حسب تعداد اليمن لعام 2004.